# Espere que tornes
Espere que tornes és una cançó de Samantha Gilabert, segon single en solitari després de passar per Cactus i Operación Triunfo, i el primer després de la seua incorporació al catàleg de Música Global i Universal Music. Va ser escrita per Vicco, Núria Azzouzi i Álvaro Jiménez.
Va estrenar-se el 28 d'agost del 2020, en la versió en castellà i el títol Quiero que vuelvas. La versió en valencià s'estrenà el 18 de setembre del mateix any. En quatre dies la cançó va assolir les 150.000 reproduccions a YouTube. En poc menys d'un mes, la xifra va augmentar fins més de 1.100.000 reproduccions i més de mig milió a Spotify, arribant al número 1 a Espanya i diversos països llatinoamericans. També va assolir el 1r lloc a Itunes a l'Estat espanyol i l'Argentina; el 2n lloc a Xile i el Perú; el 3r a Panamà, el 5è a la República Dominicana i el 195è a nivell internacional. A Google Play Music va aconseguir el 1r lloc a l'Estat espanyol i a l'Argentina, i a Amazon Music també va obtenir el 1r lloc a l'Estat espanyol.